# Ilsenburg
Ilsenburg (Harz) est une petite ville allemande située au pied nord du massif de Harz, appartenant à l'arrondissement de Harz dans le land de Saxe-Anhalt. C'est une station climatique reconnue par l'État.
L'endroit est connu pour l'ancienne abbaye d'Ilsenburg et, à l'époque, pour sa  fabrication de tôles d'acier dirigée par la Salzgitter AG. Les villages de Darlingerode et de Drübeck avec son monastère lui ont été rattachés en 2009.

## Géographie

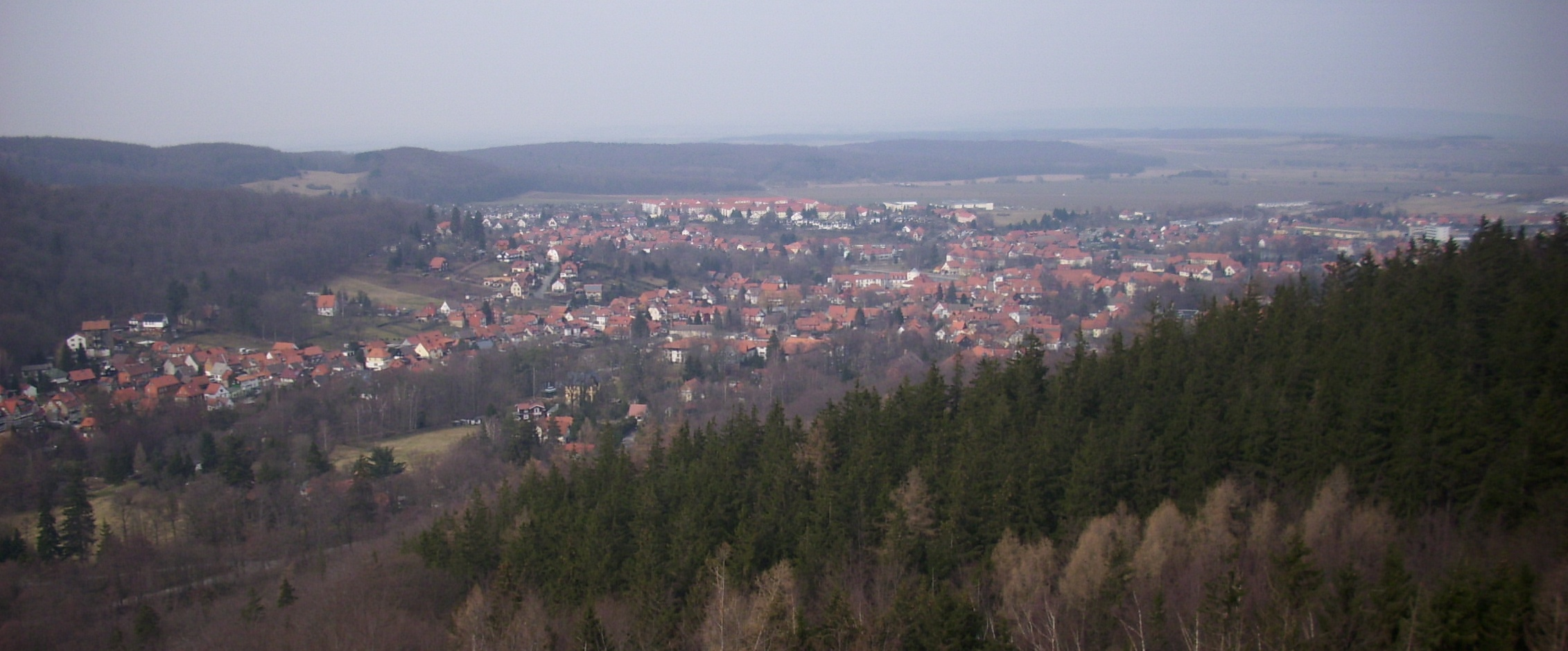
Vue sur la ville depuis les montagnes.

Ilsenburg se trouve en bordure ouest de Saxe-Anhalt, à la frontière avec la Basse-Saxe, entre Wernigerode au sud-est et Bad Harzburg (en Basse-Saxe) à l'ouest. L'ancienne frontière interallemande, aujourd'hui une section de l'EuroVelo 13, se trouvait dans les forêts bien à l'ouest de la ville.
La ville est traversée par la rivière Ilse, affluent de l'Oker. Elle est entourée de trois côtés de montagnes boisées de plus de 500 m de hauteur et jouxte au sud-est le parc national du Harz. De la vallée de l'Ilse, un sentier monte vers le Brocken, le point culminant du massif. Ce chemin porte le nom de Heinrich Heine qui a écrit de ses randonnées en montagne dans son récit Die Harzreise (1826).
La gare d'Ilsenburg est une station sur la ligne de chemin de fer reliant Heudeber et Danstedt dans la commune de Nordharz à Vienenburg. 

## Histoire
Au Xe siècle, une tour fortifiée était construite dans les environs pour protéger le terrain de chasse impériale dans le Harz. À cette époque, les domaines appartenaient au duché de Saxe ; l'empereur Othon III y resta en 995. 

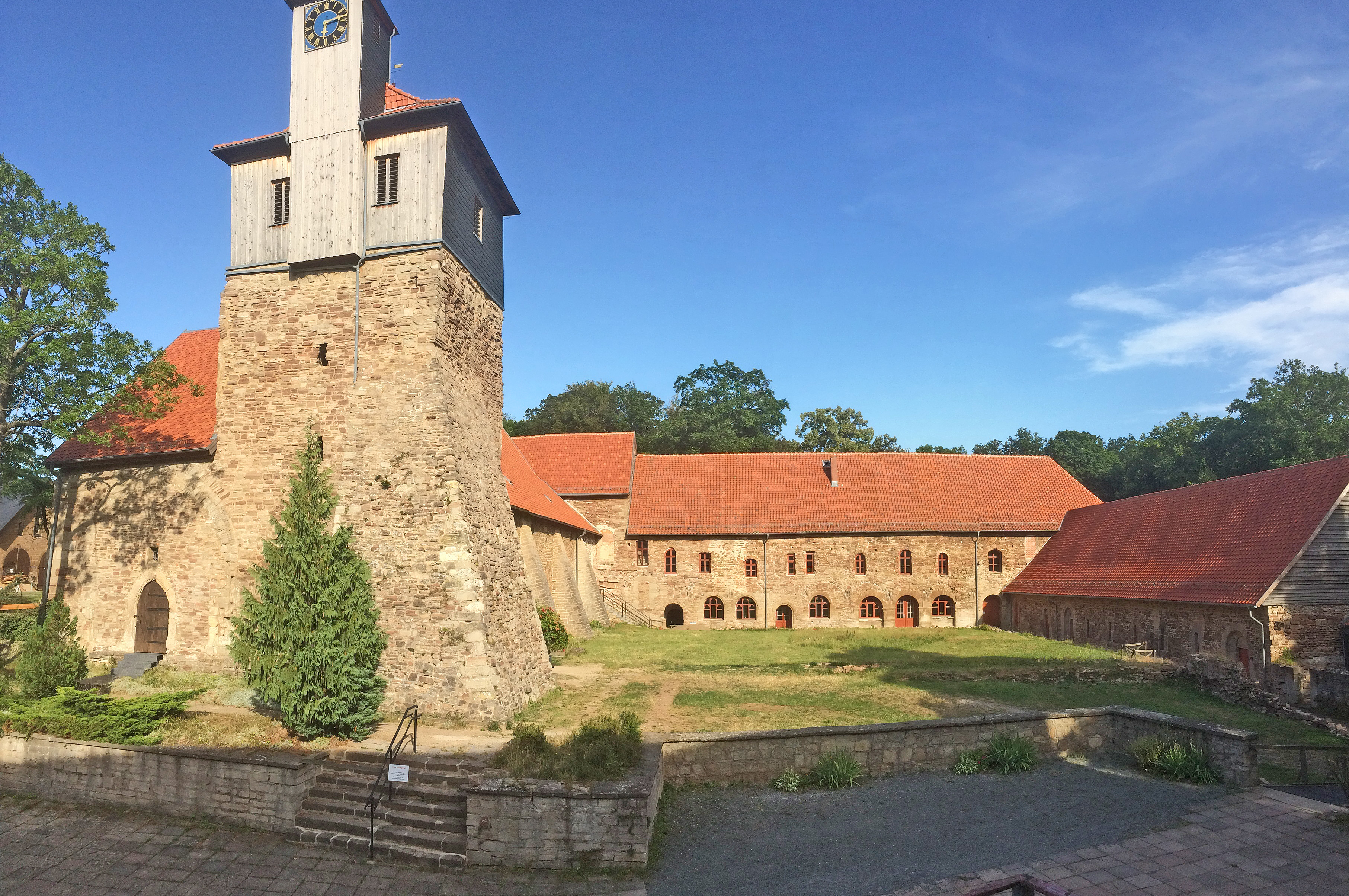
L'ensemble conventuel.

Le successeur d'Otton, le roi Henri II, a donné le château de Elysynaburg à l'évêque d'Halberstadt en 1003, afin d'y fonder un monastère bénédictin. Cette abbaye d'Ilsenburg est mentionnée pour la première fois dans un acte du 6 avril 1018 ; elle doit ses origines à une colonie monastique de l'abbaye de Fulda. 
Quelques décennies plus tard, sous le règne de Henri IV, une nouvelle forteresse impériale est construite sur le rocher d'Ilsestein au-dessus du monastère. Ce cháteau a été démoli durant la querelle des Investitures et complètement démantelé sur l'ordre du pape Pacal II vers 1105.
Le monastère a été dévasté pendant la guerre des Paysans allemands en 1525. C'est au XVIe siècle que la bourgade s'est développée autour de l'abbaye. et le cháteau d'Ilsenburg devient la résidence des comtes de la maison de Stolberg, seigneurs de Wernigerode depuis 1429, qui avaient adopté la foi protestante. Les domaines furent sécularisés sous la suprématie de l'électeur Frédéric-Guillaume Ier de Brandebourg ; après la guerre de Trente Ans, le comte Henri-Ernest de Stolberg (1593-1672) a transféré sa résidence à l'ancienne abbaye d'Ilsenburg. 
En 1710, son petit-fils le comte Christian Ernest retourna au château de Wernigerode. Après le congrès de Vienne, en 1815, le territoire de l'ancien comté de Wernigerode fut rattaché au district de Magdebourg au sein de la Saxe prussienne.

## Curiosités touristiques
- L'ancienne abbaye d'Ilsenburg, des bâtiments distincts allant des XIe et XIIe siècles ;
- le château d'Ilsenburg,  construit comme résidence du prince Otto zu Stolberg-Wernigerode à partir de 1860 ;
- L'église paroissiale Sainte Marie, issue d'une création de l'abbaye d'Ilsenburg au XIIe siècle, reconstruite en style néo-roman dans les années 1870 ;
- la vallée étroite de l'Ilse au pied du Brocken ;
- l'Ilsestein, une roche granitique située à 474 m d'altitude, site de l'ancien cháteau impérial de Henri IV, s'élève à 150 m de hauteur sur la vallée d'Ilse ;
- la Froschfelsen, une roche marquante sous forme d'une grenouille (Frosch) ;
- la place du marché historique avec une ancienne boutique d'apothicaire ;
- le Krugbrücke, pont du XVIIIe siècle traversant l'Ilse ;
- le Faktorei, un comptoir commercial en style néo-classique construit vers 1840 ;
- l'église catholique Saint Benoit, construite en 1935.

## Jumelages
- Bad Harzburg (Allemagne) depuis 1995

## Personnalités nées à Ilsenburg
- Burchard de Veltheim (mort en 1088), ecclésiastique, évêque d'Halberstadt, mort à l'abbaye d'Ilsenburg ;
- Eberhard August Wilhelm von Zimmermann (1743-1815), géographe, y a effectué une mesure de hauteur du Brocken en 1775 ;
- Christoph Friedrich Jasche (1780-1871), naturaliste, mort à Ilsenburg ;
- Adolf Ledebur (1837-1906), métallurgiste employé à Ilsenburg par Otto zu Stolberg-Wernigerode, découvreur de la lédéburite ;
- Hugo Crola (1841-1910), peintre ;
- Paul Carus (1852-1919), philosophe ;
- Walter Schott (1861-1938), sculpteur ;
- Hermann Lietz (1868-1919), pédagogue réformateur, a fondé un Landerziehungsheim (internat) à Ilsenburg en 1898.